# SCP2D1
SCP2D1 (англ. SCP2 sterol binding domain containing 1) – білок, який кодується однойменним геном, розташованим у людей на короткому плечі 20-ї хромосоми. Довжина поліпептидного ланцюга білка становить 156 амінокислот, а молекулярна маса — 17 663.
| 10         |  | 20         |  | 30         |  | 40         |  | 50         |
| ---------- |  | ---------- |  | ---------- |  | ---------- |  | ---------- |
| MWKRSDHQPK |  | IKAEDGPLVG |  | QFEVLGSVPE |  | PAMPHPLELS |  | EFESFPVFQD |
| IRLHIREVGA |  | QLVKKVNAVF |  | QLDITKNGKT |  | ILRWTIDLKN |  | GSGDMYPGPA |
| RLPADTVFTI |  | PESVFMELVL |  | GKMNPQKAFL |  | AGKFKVSGKV |  | LLSWKLERVF |
| KDWAKF     |  |            |  |            |  |            |  |            |

A: Аланін

D: Аспарагінова кислота

E: Глутамінова кислота

F: Фенілаланін

G: Гліцин

H: Гістидин

I: Ізолейцин

K: Лізин

L: Лейцин

M: Метіонін

N: Аспарагін

P: Пролін

Q: Глутамін

R: Аргінін

S: Серин

T: Треонін

V: Валін

W: Триптофан